# Istituto regionale di studi giuridici del Lazio Arturo Carlo Jemolo

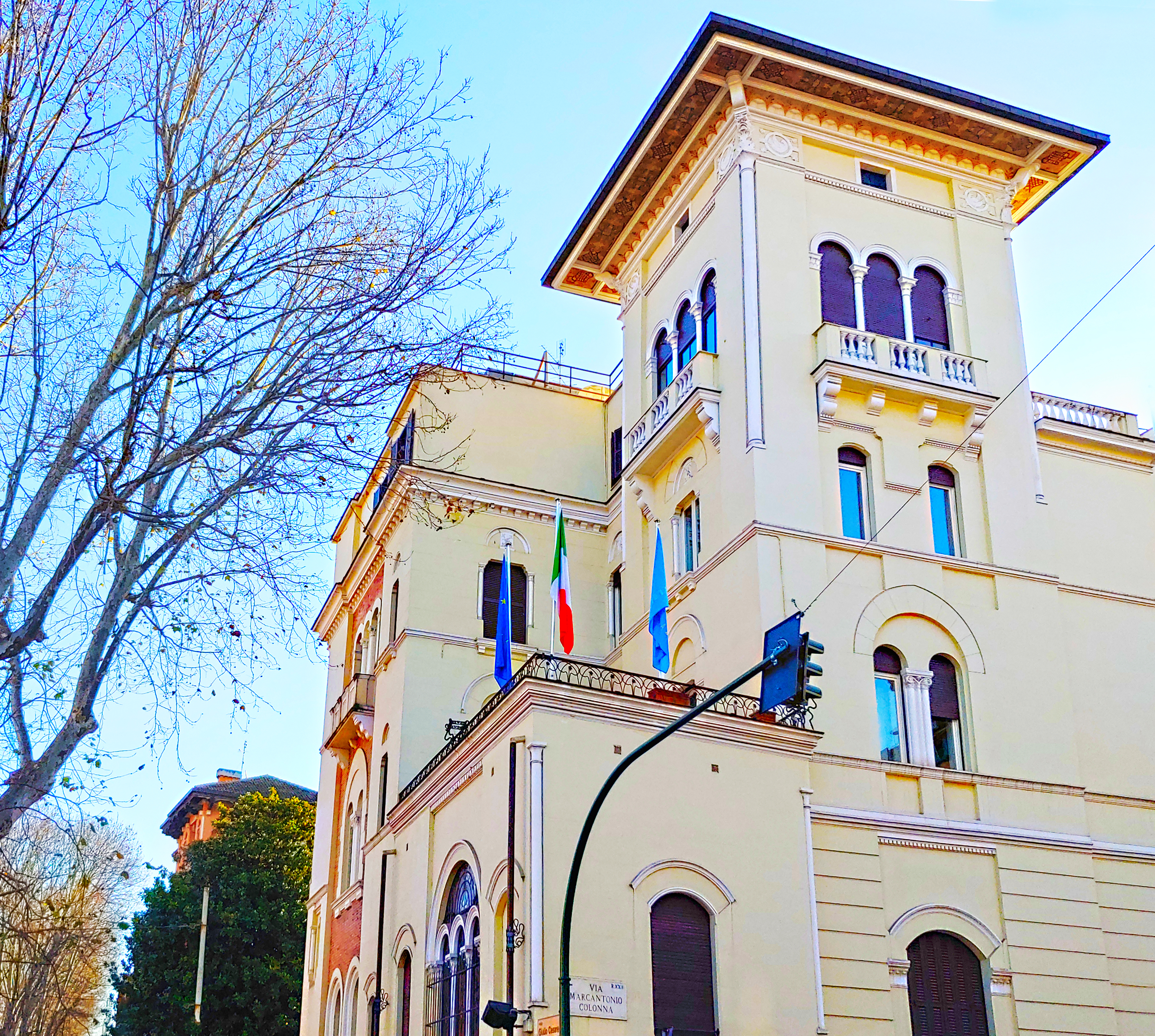
Istituto Arturo Carlo Jemolo (febbraio 2019)

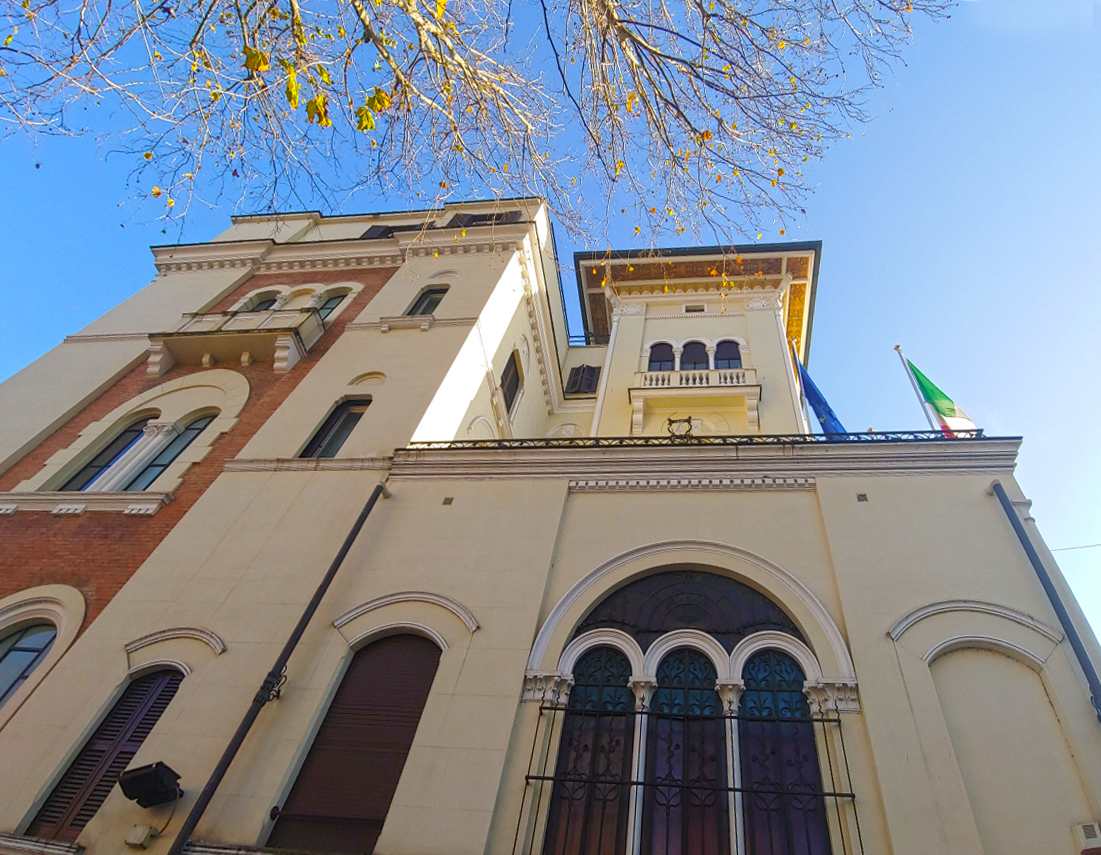
Istituto Arturo Carlo Jemolo (veduta da Viale Giulio Cesare)

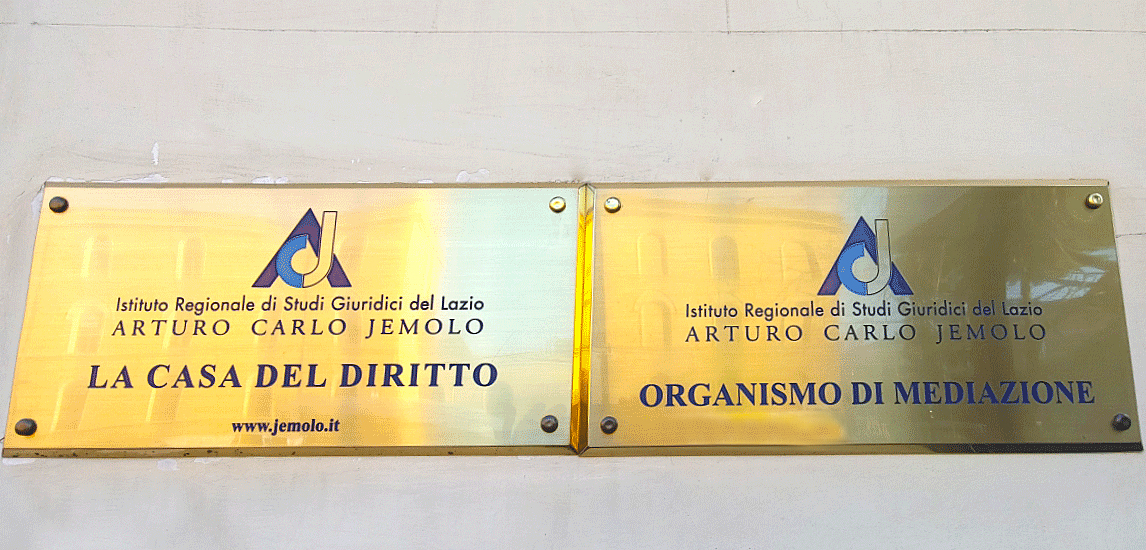
Targhe all'ingresso dell'istituto

L'Istituto regionale di Studi giuridici Arturo Carlo Jemolo è un'istituzione con personalità giuridica di diritto pubblico, intitolata al giurista Arturo Carlo Jemolo e creata dalla Regione Lazio nel 1987, a seguito del dibattito fra amministratori pubblici locali, magistratura, università e avvocatura sull'istituzione del Giudice di Pace.
Con L.R. Lazio 11 luglio 1987 n. 40 è stato istituito l'Ente Regionale denominato "Istituto regionale di Studi Giuridici A. C. Jemolo" per favorire il soddisfacimento della domanda di giustizia della società civile laziale, per concorrere alla preparazione e all'aggiornamento di tutti coloro interessati alle carriere giudiziarie e forensi.
L'Istituto ha personalità giuridica di diritto pubblico e il suo funzionamento è definito dalla legge regionale e dal regolamento interno.
L'Istituto concorre a realizzare gli obiettivi di progresso culturale, civile e sociale enunciati dallo Statuto regionale e a tal fine:
-       promuove l'impegno unitario e il confronto di quanti, nella pubblica Amministrazione, nelle università, nella magistratura, nel foro e nella società civile intendono fornire un positivo contributo alla piena attuazione della Costituzione della Repubblica;
-       intraprende ogni iniziativa di studio e di ricerca valida per una formazione culturale pienamente partecipe del processo democratico del Paese;
-       promuove e organizza convegni, seminari e altre manifestazioni di carattere scientifico-culturale;
-       cura la raccolta di materiale bibliografico e documentario;
-       pubblica volumi e periodici;
-       promuove e organizza ogni altra utile iniziativa scientifico-culturale;
-       organizza corsi di preparazione ai concorsi per l'accesso alle professioni forensi ed alle carriere giudiziarie e la loro frequenza può essere favorita mediante l'istituzione di borse di studio.
L'idea di dare vita ad un Istituto di studi e di ricerche giuridiche di carattere regionale nacque nel clima di collaborazione che, sul finire degli anni Ottanta, si era venuto stabilendo fra le componenti degli amministratori pubblici locali, della magistratura, dell'università e dell'avvocatura, le quali avevano avuto occasione di incontrarsi per discutere insieme della preannunciata introduzione dell'ufficio del giudice di pace, cioè di una magistratura strettamente radicata sul territorio e deputata a risolvere quel rilevante e crescente contenzioso minore, il cui impatto sociale è da non trascurare, ma che sulla sponda giudiziaria non trova, per la durata e il corso del processo, adeguata accoglienza.
All'Istituto fu attribuita la personalità di diritto pubblico e le finalità ad esso assegnate, descritte negli artt. 1, 2 e 3 della citata legge, mirano a realizzare il progresso culturale, civile e sociale della società laziale, promuovendo l'impegno unitario ed il confronto fra quanti, nella pubblica amministrazione, nelle università, nella magistratura e nel foro, intendono fornire un positivo contributo per il raggiungimento di tali obiettivi e, in conseguenza, intraprendendo ogni iniziativa di studio e di ricerca, provvedendo altresì all'organizzazione di convegni, seminari ed altre manifestazioni di carattere scientifico e culturale, alla raccolta di materiale bibliografico e documentario, alla pubblicazione di volumi e periodici, alla attivazione di corsi per formazione professionale nelle materie giuridiche ed economiche.
Il 17 gennaio 1991, con una cerimonia solenne promossa dal Consiglio Regionale del Lazio e dall'Istituto A.C. Jemolo, alla quale parteciparono il Presidente della Repubblica e le più alte cariche dello Stato, fu celebrato a Roma, in Campidoglio, il centenario della nascita di Arturo Carlo Jemolo del cui nome l'Istituto si fregia.
In tale cerimonia fu illustrata la figura di Arturo Carlo Jemolo e fu data notizia della costituzione dell'Istituto Regionale di Studi Giuridici del Lazio Arturo Carlo Jemolo e furono illustrate le finalità dello stesso.
L'Istituto Arturo Carlo Jemolo è anche ente di formazione per mediatori, iscritto al n. 20 del registro tenuto presso il Ministero della Giustizia.
L'Istituto Arturo Carlo Jemolo svolge un'importante attività editoriale sia per conto della Regione che a supporto dei corsi di formazione attraverso la pubblicazione di codici,  nella collana I codici dell'Istituto “Arturo Carlo Jemolo” , e di studi e ricerche nella collana I quaderni dell'Istituto “Arturo Carlo Jemolo”.
Tra le pubblicazioni troviamo:
ATTI DEL CONVEGNO GIUSTIZIA AMMINISTRATIVA E CRISI ECONOMICA. Serve ancora un giudice sul potere?
ARTURO CARLO JEMOLO. UN GIURISTA NELL'ITALIA DEL NOVECENTO
LA TUTELA DELL'AMBIENTE. UN APPROCCIO MULTIDISCIPLINARE
RAPPORTO SUI CONFLITTI E SULLA CONCILIAZIONE 2015
CODICE COORDINATO DELLE LEGGI E REGOLAMENTI DEL LAZIO DAL 1970 AL 2008
CODICE ISTITUZIONALE DELLA REGIONE LAZIO
La collana "I quaderni dello Jemolo" è consultabile a questo link https://www.jemolo.it/quaderni-jemolo/
Nel 2015 l'Istituto Jemolo ha attivato il ROSTER, attraverso il quale l'amministrazione regionale e gli enti collegati possono effettuare la ricerca e il conferimento di profili ad elevata professionalità aventi specifiche competenze ed esperienza necessarie al rafforzamento della capacità amministrativa, nonché per la fornitura di supporto specialistico per l'attuazione delle politiche europee.
Con Legge regionale 7 marzo 2016, n. 1, il Consiglio regionale del Lazio ha approvato la Camera di conciliazione istituita presso l'Istituto Jemolo che permetterà a tutti i cittadini che subiranno disservizi di sedersi con l'azienda – ad esempio quelle sanitarie e quelle del trasporto pubblico – per ottenere giustizia. La legge dà nuove forme di tutela ai cittadini nei loro rapporti con gli enti pubblici e le società regionali e in particolare, con il Servizio sanitario regionale garantendo il rispetto degli standard di efficienza e qualità previsti dalle Carte dei servizi. 
Nei casi di mancato rispetto degli standard i cittadini potranno rivolgersi alla Camera regionale di conciliazione, istituita presso l'Istituto regionale di studi giuridici Arturo Carlo Jemolo, attivando un procedimento certamente volontario e che non preclude tutti gli altri rimedi previsti dall'ordinamento, giurisdizionali e non. Infine, una volta attivato il procedimento, le amministrazioni dovranno intervenire obbligatoriamente nel procedimento per ascoltare le istanze dei cittadini. Obiettivo della legge è quella di assicurare al cittadino un più rapido soddisfacimento delle proprie richieste e alle amministrazioni una riduzione dei pesi finanziari e amministrativi delle liti, valorizzando, al contempo, lo strumento delle Carte dei Servizi e promuovendo l'istituto della conciliazione come buona pratica per favorire il miglioramento della qualità della vita della comunità civile.
Nei corsi di formazione e nei convegni che l'Istituto Jemolo ogni anno organizza e promuove, partecipano illustri nomi del mondo accademico e giuridico Archiviato il 1º giugno 2016 in Internet Archive. che conferiscono prestigio e qualità a tutte le attività dell'Istituto. 

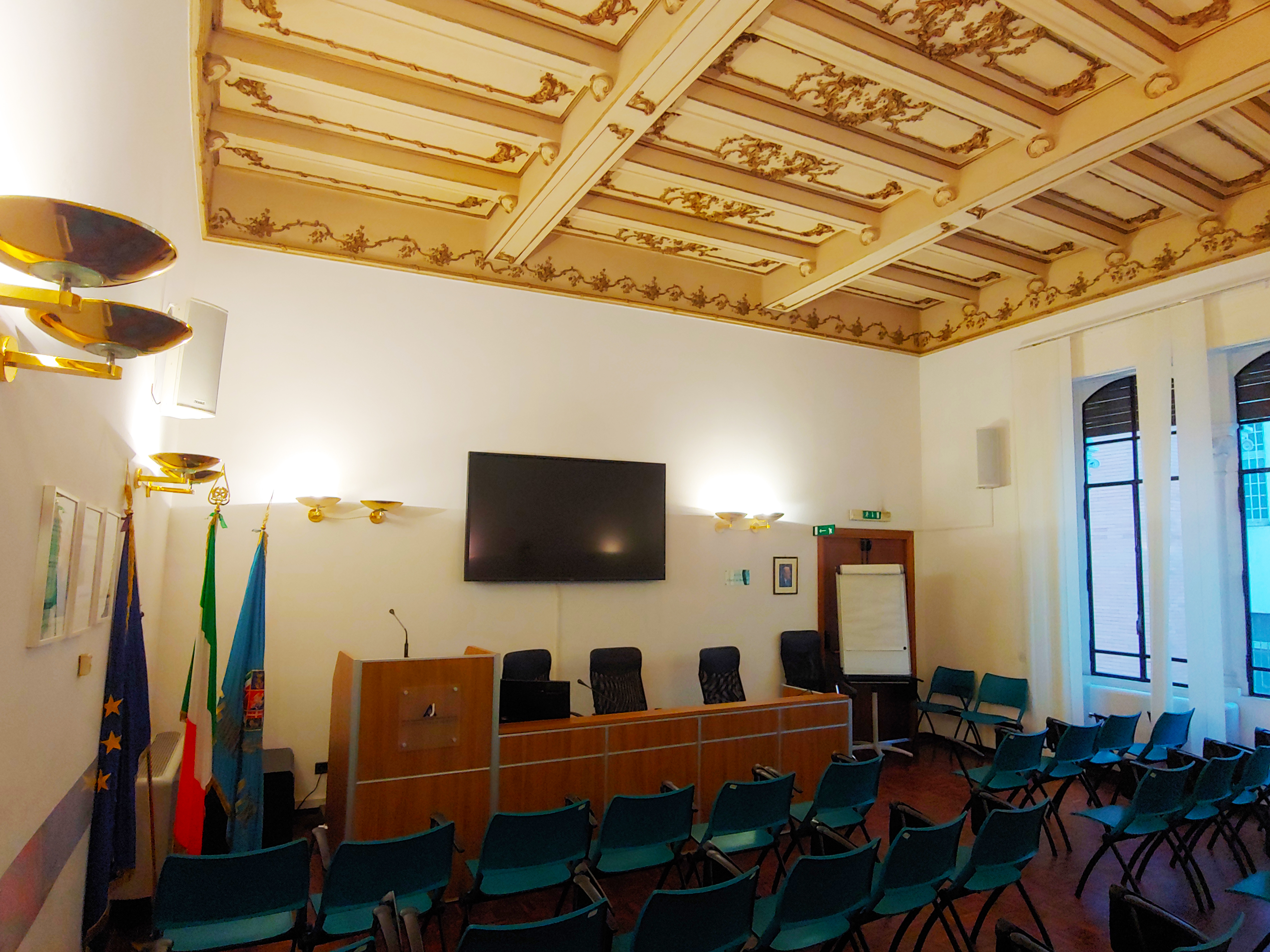
Aula Alberto de Roberto

L'istituto Jemolo ospita la biblioteca Alberto de Roberto Archiviato il 1º giugno 2016 in Internet Archive. - ex Presidente del Consiglio di Stato - e già docente dell'Istituto - che consiste in un patrimonio di circa 3000 volumi donati dalla famiglia de Roberto. La raccolta è costituita da un importante fondo librario multidisciplinare che comprende varie sezioni, tra le quali diritto pubblico, diritto amministrativo e diritto civile che raccolgono i testi più rilevanti di questa disciplina nonché molti classici del diritto, riviste giuridiche e tutte le opere e le pubblicazioni di diritto amministrativo di de Roberto. Proprio sull'opera di de Roberto, il Professor Giuseppe Morbidelli dell'Università La Sapienza di Roma, conferirà tesi di lauree e tesi di dottorato che ricostruiranno l'opera del Presidente de Roberto.
Un'altra sezione della biblioteca riguarda uno specifico fondo librario messo a disposizione dall'Istituto “Max Weber” che tratta, tra gli altri, il tema dei “Materiali per una nuova contabilità degli Enti pubblici”  come i temi della contabilità pubblica e delle regole che la governano, il danno erariale, la finanza locale, il sistema e i principi del controllo.
L'Istituto nel 2008 ha ricevuto la certificazione di qualità ISO 9001.
L'Istituto regionale di Studi giuridici Arturo Carlo Jemolo nel 2003 ha istituito l'Organismo di mediazione "A. C. Jemolo" che è un ente di diritto pubblico della Regione Lazio attivo dal 2003, garanzia di esperienza, imparzialità ed efficienza. Tra i primi iscritti nel registro degli Organismi di Mediazione del Ministero della Giustizia è l'unico organismo di mediazione pubblico del Lazio che ha ottenuto la certificazione ISO 9001.

Con Deliberazione della Giunta Regionale del 5 giugno 2018, n. 275 si è disposta la prosecuzione del Commissariamento dell’Istituto ed è stata istituita una “Sezione di Alta Formazione di Protezione Civile”.

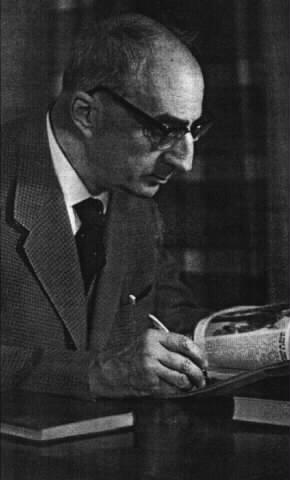
Arturo Carlo Jemolo